# Липофилинг
Липофилинг — сложная методика коррекции возрастных изменений лица и контуров тела, суть которой заключается в трансплантации (пересадке) собственной жировой ткани пациента из одной зоны в другую. На сегодняшний день в России разработкой методики липофиллинга занимаются пластические хирурги.

## Виды липофиллинга
Липофиллинг лица:
- Устранение носогубных складок
- Устранение слезных борозд
- Коррекция формы подбородка и скуловых областей
- Моделирование контура и размера губ

Более того, липофиллинг активно применяется для:
- увеличения груди
- исправления кривизны ног
- омоложения рук
- коррекции формы ягодиц
- увеличения губ и коррекции их контура

Методика введения собственной жировой ткани одобрена ведущими специалистами Европы, а сам липофиллинг отмечен как наименее травматичный способ коррекции контуров тела - собственный жир совместим с тканями, не может вызывать аллергических реакций и прочих осложнений.

## Липофиллинг лица
Липофиллинг лица представляет собой большой интерес. При помощи традиционных операций по омоложению лица, таких как фейслифтинг, пластика век, коррекция губ и носогубных складок, можно добиться эстетически достаточно подтянутого лица. Однако во многих этих случаях не удается добиться истинного омоложения облика. Поэтому концепция современной подтяжки лица заключается в объемном омоложении при помощи липофилинга. Процедура липофилинга не исключает подтяжку. Оба метода индивидуальны для каждого пациента.
Липофиллинг позволяет надолго устранить такие эстетические недостатки, как опущение брови, нечеткий контур нижней челюсти, «брыли». Липофиллинг лица подходит для увеличения губ, скуловых областей, подбородка. Когда нет необходимости делать пластическую коррекцию на всей площади лица, то оптимальным методом является липофилинг, т.к. за счет введения необходимого количества жировой ткани можно добавить недостающий объем отдельным зонам лица. Таким образом, можно моделировать скулы, подбородок, губы и т.д.

## Показания
Существуют следующие показания для проведения липофиллинга:
•	наличие излишне глубоких носогубных складок и слезной борозды, возникающих как результат возрастных изменений – в таком случае требуется убрать носогубные складки или сделать их коррекцию; 
•	недостаточное содержание жировых тканей в нижней и средней трети лица; 
•	наличие ярко выраженной асимметрии и/или дефицита объема губ, подбородка или скуловых областей; 
•	возрастные изменения костных тканей нижней трети лица; 
•	травма лица.
•	Недостаточный объем жировой ткани после перенесенной пластики век.

## Результат липофиллинга
Липофиллинг  возвращает молодость лицу, не имеет при этом возрастных ограничений. И мужчинам, и женщинам можно делать липофиллинг. Данная операция - это возможность избавиться от морщин, избавиться от носогубных складок, слезной борозды, вернуть лицу молодость, не прибегая к синтетическим препаратам. Как правило, химические «инъекции красоты» не дают пожизненного результата, т.к. с течением времени они рассасываются, а собственный жир, при соблюдений техники пересадки, не рассасывается и сохраняет пожизненный результат.

## Суть операции
Первым этапом подготовки и планирования операции является прохождение общего медицинского обследования, оценка состояния здоровья пациента, пропорций лица, объема жировой ткани. В результате обследования вырабатывается полный комплекс рекомендаций хирурга на предоперационный и послеоперационный периоды.
Липофиллинг лица – это хирургическая процедура средней сложности. Для выполнения операций по коррекции губ, коррекции носогубных складок обычно делается местная анестезия, иногда операция выполняется под общим наркозом. Тип наркоза определяется в зависимости от ряда факторов, таких как размер и положение обрабатываемого участка, количество вводимого жира, желание пациента. Процедура липофиллинга лица начинается после обработки операционного поля. Необходимое количество жировой ткани через небольшие разрезы извлекается из области талии, живота или других зон, где у пациента есть необходимое  количество жира.
Липофиллинг лица выполняется с использованием специального пластикового шприца, в котором вакуум создается за счет того, что оттягивается поршень и канюль диаметром 1,5-2 мм. Благодаря закругленному концу  трубки (канюли), при её движении взад-вперед не происходит повреждение нервов и крупных кровеносных сосудов - в основном отрываются и всасываются жировые клетки. Далее происходит обработка и очистка жировой ткани от различных примесей, после чего жировую ткань тонкими слоями укладывают в заранее намеченные области подкожной клетчатки, в некоторых случаях – в мышечное пространство. По завершении операции проколы зашивают, заклеивают хирургическим пластырем и накладывают повязку. Затем пациенту необходимо несколько часов отдыха. Время проведения процедуры занимает не более одного часа, а результат операции - пожизненный. Еще одним преимуществом липофилинга лица является то, что нет необходимости в длительном пребывании в стационаре, пациент через несколько часов после операций может отправляться домой. Соблюдение послеоперационных восстановительных рекомендации пластического хирурга поможет пациенту в кратчайшие сроки вернуться  к обычному образу жизни. Как и после любой пластической операций в первые дни могут наблюдаться небольшие синяки в области проколов и отечность. Через 1-1,5 недели можно забыть об этих неприятных последствях операций.